# 泰斯通根
泰斯通根（德語：Teistungen）是德国图林根州的市镇，隶属于艾希斯费尔德县。总面积为26.15平方千米，截至2023年12月31日总人口为2,448人。